# Periodismo del corazón

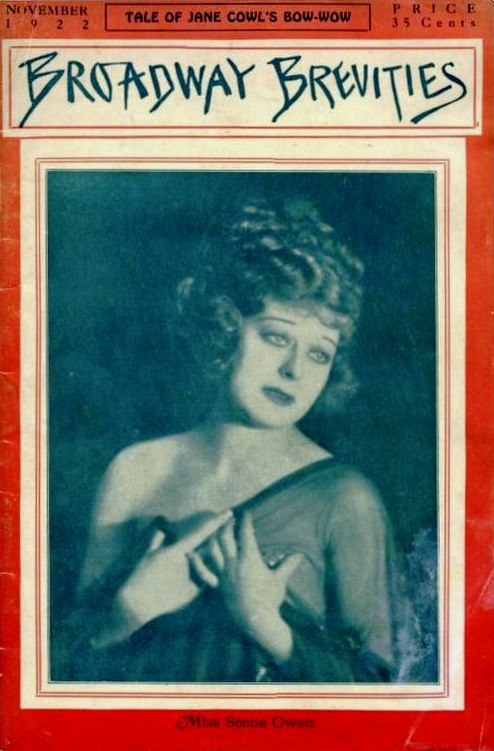
Revista Brevities de Broadway de Nueva York.

Las actuales expresiones periodismo del corazón, chismorreo, prensa rosa y crónica rosa, así como las antiguas ecos de sociedad y crónica de salones, y también chismes de la farándula (del inglés gossip, traducido como chisme), se refieren al periodismo que se dedica a informar sobre la vida de las celebridades y la farándula, muchas veces a través del acoso, dependiendo del país y sector en cuestión (socialite, artistas, concursos reality o personajes estrafalarios). A través sobre todo de suposiciones y conjeturas sobre la vida privada de las personas, este tipo de periodismo ha generado demandas legales y querellas judiciales. La información generada forma parte de la cultura popular o sensacionalista, carece de interés político y se usa con fines de mercadotecnia o excentricidad.

## Características
En su origen, las crónicas de salones podían consistir solamente en una enumeración somera de cortos párrafos con escuetas noticias de la clase alta, pero otras veces su elaboración aparecía con cierto humor e ironía o se presentaba con gran aparato fotográfico. En general, como apunta Francisco Villacorta,
Su discurso está construido a partir de una sintaxis elemental tras la que se vela una cuidadosa discriminación de jerarquías y estereotipos sociales. Un discurso jerarquizado de la presencia y de la calificación ingeniosa y elegante: un nombre al lado de la calificación de un escenario y de una toilette de moda, de una cualidad física o de una propiedad del ingenio; una sumaria sintaxis para el extraordinario efecto de ordenar o ratificar jerárquicamente las piezas del mundo aparencial creado y para restituirle permanentemente su actualidad, como fenómeno de opinión pública en el marco de la representación social.

Actualmente, priman sobre todo los contenidos que poseen una alta carga emocional y que están relacionados con las mujeres, los galanes en medios masivos. En periódicos o revistas están centrados en un público femenino, y su propósito no es tanto informar como conmover o emocionar. La fotografía de casas, peinados y trajes fastuosos y de moda es muy importante para impresionar el gusto burgués, así como la gallofa y difusión de bulos, muchas veces inventados ad hoc en colaboración con los famosos: el llamado postureo. Los componentes varían de acuerdo a su trasmisión, tal como se muestra a continuación:
Las personas enfocadas en el medio son llamados personajes del corazón o vulgarmente mencionados como figuras o Figuretti; conforman la realeza, la aristocracia, los actores, los cantantes, los deportistas, los presentadores de televisión, las modelos, los relaciones públicas, los concursantes, entre otros. Una de las selecciones son las entrevistas, donde pueden dar bajo consentimiento del interesado, donde, en casos extremos, han tenido cierta cobertura ficticia sobre las celebridades.
Las fotografías (o videos en medios digitales) son las más se destacan, posee todo el espacio a todo color. Su finalidad tiene que ver con la farándula y la moda actual. Así el periodista ofrece una perspectiva amplia y práctica del mundo común así como el personaje. Otros casos como los paparazzi realizan tomas ocultas, relacionadas con rumores sentimentales o familiares. Con el temor de ser demandados por difamación, están sujetos a las leyes de privacidad por país.
Los temas en cuestión pueden variar con el fenómeno vedetismo: falsos divorcios, embarazos, hijos y eventos. Estas carecen de todo código deontológico, incluso se atreven a espiar con medios electrónicos los teléfonos de los famosos.
En medios de farándula por televisión, existen los llamados opinólogos. Con cierta similitud a un panelista, son personas que ceden su opinión a favor o en contra de un caso, sin importar su condición o exclusividad.
El fin de este tipo de contenidos va de la mano con la morbosidad hacia los temas tabú, el lenguaje sensacionalista y la invasión a la privacidad de la vida de las celebridades. Lo que es de carácter privado se convierte en público, transformando así la percepción de la realidad del consumidor. 
El periodismo del corazón también suele ser conocido como periodismo de sociedad y va ligado a la comercialización de las emociones, los sentimientos y la privacidad de los círculos sociales, así mismo, su razón o motivo de continuar siendo un género destacable a pesar de la carencia informativa que pudiera contener, se debe principalmente a la curiosidad de la población y su interés en el control de la vida de otros.  

## Historia
El origen de esta prensa se encuentra en la sección periodística antigua denominada crónica de sociedad, crónica de salones o ecos de sociedad, donde se daba cuenta de los matrimonios, peleas, divorcios, embarazos, natalicios, necrológicas, entierros, éxitos, fracasos, fiestas, vacaciones, compras de casas, operaciones, enfermedades, sucesos y demás acontecimientos sociales de las capas altas de la sociedad y de las celebridades en terrenos como el deporte, las finanzas, la política o los espectáculos.
Mercure Galant ya prometía en 1672, que los curiosos de noticias, los provincianos y los extranjeros, que no conocen a los personas de alta cuna o gran mérito de los que a menudo oyen hablar aprenderán a través del presente ejamplar y sucesivos, por qué son célebres y qué motivo les hace merecedores de estima.
Las primeras crónicas mundanas aparecen en periódicos generalistas a finales del siglo XIX como L'Illustration y Excelsior en Francia o Blanco y Negro en España a finales del siglo XIX. Estas crónicas abordaban cuestiones como las visitas oficiales de los monarcas o la lista de los nobles que participan en una determinada gala benéfica. El objetivo era puramente informativo.
La primera publicación semanal dedicada a la crónica social en Estados Unidos fue la Broadway Brevities and Society Gossip, lanzado en Nueva York en 1916. La revista cubría eventos de la alta sociedad y las estrellas del teatro de Broadway, aunque terminó derivando hacia la búsqueda de escándalos sociales y la destrucción de reputaciones. En la década de 1920, aparecería otro de los grandes exponentes del género en el país, la revista National Enquirer.
Desde la década de 1990 el género ha encontrado reflejo también en televisión a través de los denominados talk-show.
El tratamiento que se daba a este tipo de informaciones fue seriamente puesto en cuestión a nivel mundial como consecuencia de las circunstancias que rodearon la muerte de Lady Di en 1997, en un accidente automovilístico cuando huía de unos paparazzi.

## Situación por país

### España
En España los ecos de sociedad nacen a mediados de la década de 1850 con el nombre de crónica de salones y su propósito es recoger los cotilleos, indiscreciones y rumores de las reuniones, saraos y veladas de la alta sociedad, no ya solo los de carácter oficial (bodas, bautizos, festejos, actos civiles y eclesiásticos, bailes, ceremonias, recepciones, funciones de teatro y otros pequeños sucesos del mundanismo) sino de los más oficiosos, en un tono que va desde lo riguroso y formal a lo indiscreto e incluso malicioso. Con frecuencia, en este último extremo, cultiva el sensacionalismo provocado por escándalos, duelos, cuernos y chismorreos que se sugieren siempre entre líneas y que, por precaución, obligan al periodista de este género, por lo general denominado salonista, cronista o revistero de salones o cronista de sociedad, a usar un pseudónimo. Entre los elementos que incorpora este tipo de crónicas, uno no escaso es el costumbrismo. Los eventos mundanos eran de distinto tipo e iban desde el cotarro o cotterie (sociedad restringida de personas que mantienen estrechas relaciones fundadas en intereses comunes) al raout (gran recepción mundana)
La escritura de este tipo de crónicas era muy difícil y reclamaba un periodista de mundo y muy experimentado, ya que la principal dificultad para contar los cotorreos era hacerlo con la sutileza suficiente como para no herir sensibilidades. Emilia Pardo Bazán, en su prólogo a Los salones de Madrid (1870), obra de Monte Cristo, el famoso cronista social de la revista Blanco y Negro, escribía al respecto:
La crónica de salones, lejos de ser un género fácil, está erizada de peligros y dificultades y requiere de una gran brillantez de estilo, galas de dicción, erudición, tacto, sentido de las conveniencias y discernimiento de gentes. El cronista de salones es mucho más hábil por lo que calla que por lo que dice. Su retórica es el eufemismo, la omisión y el silencio. El cronista de salones necesita saberse al dedillo la historia, los antecedentes, hasta las manías de cada uno de los individuos e individuas que desfilan entre las once de la noche y las dos de la madrugada por las casas iluminadas y llenas de gente, sonriendo y estrechando manos. Y esa historia y esos antecedentes, después de aprenderlos, necesita hacer como si los olvidase y recordarlos solamente cuando importa. [...] Los que leen una crónica de salones y ven en ella que todos los generales son “valientes”, todas las señoritas "juveniles beldades", todos los refrescos "delicados", todas las porcelanas de Sévres y todos los encajes del "viejo Malinas", acaso no crean que el cronista no tiene ojos o no ha visto jamás mujeres jóvenes y hermosas, y encajes auténticos. Desengáñense: el cronista sabe bien donde le aprieta el zapato, aunque no sea más que por efecto del continuo roce y la familiaridad con lo bello, lo suntuoso, lo raro y lo precioso. Leedle despacio, entre líneas, y no tardaréis en distinguir la alabanza sincera y entusiasta del forzoso ditirambo.
Hubo también algunas revistas especializadas en los salones, como La Semana Madrileña: revista de salones, teatros y sport (1883-1885), Gente Conocida (1900-1903), Gran Mundo y Sport (1906) y Vida Aristocrática (1919-1925). El director de esta última, el cronista León Boyd, en el número 1, de 10 de noviembre de 1919, hace una declaración de propósitos que constituye un ilustrativo repertorio de los varios asuntos habituales en el género:
Queremos que estas páginas, cristianas y frívolas a un tiempo, siempre respetuosas y jamás indiscretas, a sabiendas, lleven a vuestro hogar el perfume de todos los ecos de vuestro vivir: la boda, el bridge, el banquete, el baile, la fiesta de caridad y de religión, el latido de los aristócratas que trabajan, la labor, desconocida para muchos, que realizan ilustres damas, merecedoras por ello de nuestra consideración y nuestro respeto; el recuerdo de la vida de antaño, los ecos vivos de la actual, la descripción de las moradas elegantes y artísticas, las grandes y pequeñas reuniones, los deportes en sus múltiples manifestaciones; la vida extranjera, las creaciones de la moda, los ecos de tristeza y de dolor que el Destino vaya poniendo con su mandato severísimo en nuestro pobre corazón, y sobre todo y por todo, del modo más leal y más sincero y más alto, un amor muy grande y muy hondamente sentido a nuestra Patria. («...De mi calendario. Al nacer»)

Luis Araújo-Costa señala algunas de las exigentes cualidades que debía reunir el revistero de salones:
El cronista de sociedad ha de agradar en la casa de quienes ostentan, con razón o sin ella, el centro de la moda y el vivir elegante. La crónica de sociedad exige un conocimiento seguro de la Historia (grande y pequeña); la heráldica; el arte de los estilos que se aprende en Bayard; la manera de disponer las mesas y manjares conforme a las normas de Brillat-Savarin: las artes cisorias aprendidas de Don Enrique de Villena, el Brujo, que no fue marqués ni condestable, ni siquiera conde de Cangas de Tineo; las elegancias en el vestir de las damas y los galanes; la historia de las costumbres; las prácticas y teorías venatorias; el protocolo de las Cortes y Embajadas; la psicología del momento presente; el fino tacto para proceder de uno u otro modo, según la persona, la familia, las circunstancias; sin olvidar los cuadros de los museos y colecciones particulares que han de venir a los puntos de su pluma en más de una ocasión.
Cultivaron este género en España durante el siglo XIX y primer tercio del siglo XX Ramón de Navarrete, que hizo popular sus pseudónimos «Asmodeo», «Leporello» y «Juan Fernández» en La Época y El Correo y fue tenido en su época como su inventor; Pedro Antonio de Alarcón lo sustituyó durante un tiempo en La Época; Isidoro Fernández Flórez, más conocido como «Fernanflor» en El Imparcial y El Liberal; el poeta del posromanticismo Gustavo Adolfo Bécquer hizo crónica de salones en El Contemporáneo, así como también el gran novelista del realismo Juan Valera, aunque las publicaba anónimas. También el Marqués de Valdeiglesias Alfredo Escobar y Ramírez, quien usó los sobrenombres de «Mascarilla» en La Época y «Almaviva» en El Imparcial; Eugenio Rodríguez Ruiz de la Escalera, quien firmaba como «Monte-Cristo» en El Imparcial y Vida Aristocrática; Román Sánchez Arias, «Rubryk», publicaba las suyas en El Heraldo, pero pronto lo sustituyó Enrique Casal («León Boyd» o «Miramar» en Heraldo de Madrid y Vida Aristocrática); René Halphen era «Madrizzy» en La Correspondencia de España y en otros periódicos; Juan Spottorno y Topete, «Gil de Escalante» en ABC; Juan Pérez de Guzmán en La Época; Agustín Retortillo y Macpherson, «El abate Faria» y «Sullivan»; José Gutiérrez Abascal, «Kasabal» en El Imparcial, Heraldo de Madrid y El Resumen; José Francos Rodríguez; Héctor de Saavedra, «Monte Amor» en La Habana Elegante; «Boy» hizo muchas crónicas de salones para La Vanguardia de Barcelona; Enrique Menéndez Pelayo, «Casa-Ajena», entre otros.
El siglo XX es testigo de la paulatina transformación de los ecos de sociedad en la conocida como prensa del corazón. Según Juan Cantavella y Francisco Serrano, la tendencia al infoentretenimiento ha transformado la crónica de sociedad en la llamada prensa rosa y ha llenado las planas de sociales con «individuos zafios e inanes (…) cuyo único mérito consiste en vivir de sus novios/as o amantes, sin que se les conozca ninguna otra actividad. De los nombres ilustres de la "buena sociedad" se ha pasado a los artistas, ricos ociosos o gentes que simplemente están ahí».
Tras la guerra civil española comienzan a aparecer revistas semanales especializadas, como Semana (1940), ¡Hola! (1944), Diez Minutos (1951) o Garbo (1953-1987). Mención aparte merece la revista Lecturas, que si bien se fundó en 1921, en sus inicios se trataba de una publicación literaria y no se centraría en temas de actualidad social hasta la década de 1950. Todas ellas se han caracterizado por una visión glamurosa de las celebridades y el tono respetuoso de sus reportajes. Más adelante llegarían Pronto (1972), Sorpresa (1995-2008), Revista QMD (1997-2021), Gala (2004-2006), De Corazón (2005, de difusión gratuita), Cuore (2006-2020) y Rumore (2017-2019). Algunas de las nuevas publicaciones, en oposición a las de más larga trayectoria, apuestan por el humor y se centran en personajes lanzados a la fama por haber concursado en Talent show o simplemente por haber tenido relación con otras figuras, celebridades, populares, famosos, afamados o socialités. En tal sentido, la relevancia de un personaje puede venir determinada, o al menos no exclusivamente, por sus actuaciones en la esfera pública, sino por sus vicisitudes privadas. Tal fue el caso de Alberto Cortina, empresario, que se convirtió en personaje de este tipo de publicaciones no por su actividad profesional sino por su romance con Marta Chávarri.
Este tipo de prensa normalmente es despreciada por la sociedad española, aunque también hay mucho grado de hipocresía ya que aunque casi nadie reconoce ver programas del corazón, luego son los que más audiencia poseen. Este tipo de prensa se critica por ser extremadamente amarillista, sensacionalista, hipócrita, morbosa o incluso delictiva pues se llegan a insinuar cosas sobre las que normalmente no hay ninguna prueba que lo constate aunque se venden como ciertas y constatadas.
El fenómeno de la prensa rosa se ha extendido a televisión, sobre todo, desde la década de 1990. Con algún precedente remoto como es el magazín Bla, bla, bla (TVE, 1981) el despegue de este tipo de espacios se produce en 1995 con el éxito del formato ¡Qué me dices! (Telecinco, 1995-1998), que da un tratamiento humorístico y desenfadado a los temas. En 1997 marcaba igualmente tendencia el programa de Tómbola (FORTA, 1997-2004) Aquí aparece un representante artístico que cambiará radicalmente el funcionamiento de estos programas, José Ramón Martínez, que en el programa Tómbola comienza a exigir un caché por la intervención de sus representados, desde ese momento para muchos famosos estos programas se convierten en su modus vivendi. Sobre el éxito de estos programas, los canales privados de televisión se lanzaron a estrenar espacios con un contenido volcado en la prensa rosa: Aquí hay tomate (2003-2008), Salsa rosa (2006-2008), Sálvame (2009-2023), A tu lado (2002-2007), Vuélveme Loca en Telecinco (2009-2012), DEC en Antena 3 (2003-2011) o Deluxe (2009-2023). Otros magazines reservan un espacio para este tipo de información. Es el caso de Espejo Público (desde 2006) en Antena 3, Channel Nº4 (2005-2008) en Cuatro, Día a día (1996-2004) en Telecinco, Cada día (2004-2005) y Lo que inTeresa (en. 2006-abr. 2006) en Antena 3 o El programa de AR (desde 2005), también en Telecinco. Incluso se lanzaron parodias de los anteriores como Sé lo que hicisteis... en LaSexta (2006-2011). Por su parte, con un tono más asépticamente informativo, sin incluir opinión,  desde la década de 1990 TVE mantiene programas como Corazón, corazón (1993-2010) y Corazón (desde 1997).

### Estados Unidos
Se ha trazado el origen de este tipo de publicaciones en las primeras décadas del siglo XX con el nacimiento del star system de Hollywood y el interés de los espectadores por conocer más acerca de sus actores admirados. Ya en la década de 1920 se profundiza cada vez más en los escándalos que en ocasiones rodeaban la vida privada de las estrellas de cine, configurando una de las características que definen este género periodístico. Tal fue el caso del actor Fatty Arbuckle, por un escándalo de índole sexual que acabó con su carrera. Sin embargo, en las décadas de 1930 y 1940, con las majors en la cumbre de su poder se puso límite al umbral de intimidad, al que tenían acceso las periodistas pioneras del género del cotilleo como Hedda Hopper o Louella Parsons.
La cultura de la televisión desde la década de 1950, la segmentación de los intereses de la población en función de rangos de edad, clase social o grupos étnicos fueron dando origen a la aparición de celebridades fugaces, con interés limitado y habitualmente reconocidas por tan solo pequeños segmentos de los lectores y telespectadores potenciales.
En el siglo XXI entre los medios difundidos se encuentran tanto digitales como TMZ.com, o E! como en papel: US Weekly (1977), Life & Style (2002) o In Touch (2004).

### Reino Unido
En el Reino Unido la prensa del corazón sigue encontrando su mejor exponente en los llamados tabloides, que dedican a este tipo de información desde el 47,8 % del total de contenidos en The Sun al 28,8 % en Daily Mail y el 25,8 % en Daily Mirror frente al 6,2 % de por ejemplo The Guardian. Igualmente destacable es la gran aceptación alcanzada por Hello! (1988), la versión en inglés de la revista española ¡Hola!. Junto a ella, otros títulos que merecen mención son Heat, Now y OK! (1993).

### Chile
Un antecedente de este género lo constituyen los Semanarios de actualidades, como Sucesos (publicado en Valparaíso entre 1902 y 1932, y luego como Sucesos Gráficos hasta su desaparición en 1934 por la imprenta Universo) y Zig-Zag (publicado en Santiago entre 1905 y 1964 por la editorial del mismo nombre). Ambas revistas cubrían una variedad de temas, que iban desde actos oficiales hasta diferentes crímenes, incluso mostrando la foto de la persona muerta. Estas informaciones a menudo aparecían mezcladas, sin ningún criterio lógico.
Fue a partir de 2002 cuando la prensa de farándula ha tomado en Chile un gran auge con el nacimiento de programas de televisión, tales como SQP, Primer plano, Mira quién habla, Intrusos, En portada, Alfombra roja y Secreto a voces, entre otros.
Si bien el género empieza a tener una tímida aparición a mediados de la década de 1970, cuando surgen revistas como Cosas (1976) y Caras (1988) que tratan algunos aspectos de la vida de personas famosas, aunque mezclándolas con temas de actualidad y vida social, y posteriormente, ocurren algunos hechos aislados que fueron bastante difundidos por la prensa local. Algunas de sus recopilaciones son: los matrimonios entre el automovilista Eliseo Salazar y la ex Miss Chile Raquel Argandoña en 1984 o la Miss Universo Cecilia Bolocco y Michael Young en 1990. Los comienzos «oficiales» se encuentran en el periodista Carlos Tejos, en Buenos Aires, quien introdujo en 1995 un nuevo campo temático en el matinal Buenos Días a Todos de Televisión Nacional de Chile, donde se trataba la vida de los famosos. El impacto medial del trabajo de Tejos, quien, por ese entonces, ya era editor en revista Cosas, fue tan significativo, que el actor Daniel Alcaíno creó un personaje, Yerko Puchento, el que caricaturizaba su trabajo como comunicador social. De Tejos, Yerko Puchento sacó su vocabulario y copió expresiones tales como: «Somos el único medio», «Corre video», «Toda vez qué», «La otrora», «Apolíneo», «Señora mía» y «Chiquillos míos», entre muchas otras.
Aunque no se tiene certeza de cuándo empezó este fenómeno propiamente tal, existe una opinión mayoritaria que reconoce como el inicio de la prensa de farándula cuando el diario Las Últimas Noticias colocó en portada el altercado que tuvieron el 25 de julio de 1999 las modelos Daniella Campos y Titi Ahubert en la discoteca Skuba en Las Condes, cuando Campos supuestamente agredió a la segunda modelo (tirándola del cabello) por estar bailando con su ex, el entonces futbolista Iván Zamorano. Este hecho agotó durante varios días los ejemplares de este periódico. A las dos semanas,  Las Últimas Noticias es el gran periódico satírico chileno de siempre... decidió cambiar su formato y su línea editorial para cubrir exclusivamente este tipo noticias. Al poco tiempo, La Cuarta adoptó también este modelo de negocios y que se mantuvo hasta el 29 de enero de 2021 en papel de impresión.
En la actualidad, varios medios de prensa escrita han dado mayor importancia en su publicación a este tipo de temas, como Las Últimas Noticias. Incluso, han aparecido revistas dedicadas a la farándula, como SQP, La Revista, entre otras.
Otro medio donde se tocan temas de farándula es Internet, donde el portal Terra.cl se preocupa de sacar golpes noticiosos sobre la farándula, levanta galerías de fotos de famosos en escasa ropa y sugerentes poses. Pero Las Últimas Noticias (LUN), en su versión en línea, es quien realmente maneja la agenda de la prensa rosa.[cita requerida] Todo comienza cuando se publica un rumor, o noticia parcialmente cierta,[cita requerida] si es una de las noticias más visitadas, al día siguiente será portada en su versión papel.[cita requerida] Luego, esta portada se muestra por los programas matinales, generando la atención de la audiencia y, por ende, puede llevar a incluso crear programas especiales donde se entrevisten a los protagonistas de la noticias.

### México
El interés de la prensa rosa comienza en 1994 cuando la revista TVNotitas, cuyo nombre es cambiado después de 6 meses de su lanzamiento a TVNOTAS, de Grupo Editorial Notmusa, sale al mercado y causa furor, convirtiéndose rápidamente en la revista más vendida de México, contando desde su primer número con el uso de fotografías de los galanes del momento, celebridades de telenovelas y otros representantes del medio. En la televisión se inició con el programa Ventaneado, de TV Azteca; su competidor Televisa respondió al programa por criticar a sus actores y crea un programa similar, «La Botana», renombrado en 2001 como «La Oreja», y creando otro llamado «Con Todo» enfocado más a duelos entre los entrevistados. A partir de 2014 Televisa añadió a su programación el programa Pasillo TV, conducido por Laura Luz y Flor Rubio quien es competencia directa de Ventaneando, el único que ha prevalecido ininterrumpidamente.

### Venezuela
Este tipo de periodismo había pasado muy desapercibido en Venezuela, hasta que en 1963 apareció la revista Variedades, publicación perteneciente al Bloque Dearmas. Fue la primera revista venezolana orientada al público femenino, y también fue la primera en publicar informaciones del mundo de la farándula nacional e internacional, aunque bien no representa la línea editorial ni la totalidad de las secciones temáticas de la revista. En la década de 1980, comienza a tener cierto auge con la publicación de la revista Ronda, también perteneciente al mismo grupo editorial, el cual publica noticias del espectáculo, la cultura y farándula local en su mayor parte, aunque también incluye noticias de eventos y artistas internacionales. También circuló por muchos años la revista de la Cadena Capriles «Venezuela Gráfica», la cual finalizó sus ediciones en 1999.
Por su parte, en el mundo de la televisión venezolana, los noticieros incorporan una sección con noticias de la farándula nacional e internacional, inicialmente solo los fines de semana y luego a diario en una sección final. Posteriormente esta industria creció con la llegada de varios programas de televisión dedicados a este tipo de noticias. En los 90 inicia Estrenos y Estrellas en Venevisión y De Boca en Boca en RCTV. Un programa emitido por la cadena Venevisión se inició en 2003, llamado Sálvese Quien Pueda (no confundir con el programa del mismo nombre, de producción chilena, actualmente transmitido por Chilevisión), el cual en sus inicios tuvo éxito moderado, pero luego fue sacado del aire por los bajos niveles de audiencia. Su cadena rival en aquel entonces, RCTV, tenía un programa llamado Ají Picante, que incorporaba rumores de la farándula local, como una de las secciones del programa, además de cobertura de la movida discotequera y de intempestivas entrevistas a famosos y a personas llamativas de dichas fiestas. En 2008, la cadena Televen inicia un proyecto de prensa rosa, lo que hasta el momento el programa de farándula más exitoso del país llamado La bomba, que cuyos anfitriones han conquistado a la audiencia; este estilo era más de chismes y noticias de personalidades de la farándula, que de cobertura de eventos. El éxito ha sido tal que otros canales hicieran competencia al programa similar en Televen; La Tele lanzó Los Pepazos de Pepa, y Canal I haría lo mismo con Las Bellas y la Bestia.

### Perú
En Perú, si bien la prensa rosa tenía un pequeño espacio en revistas de corte semanal como Somos o periódicos más largos como Caretas, Gente, Cosas y Gisela, su orientación conservadora estaba más relacionada con los estratos socioeconómicos altos, por lo que no tenía mayor relevancia en el resto del país antes de los años noventa.
Recién, a partir de la segunda mitad de la década de 1990, durante el gobierno de Alberto Fujimori, los diarios chicha tuvieron una sección dedicada a la prensa rosa orientada principalmente a sus lectores de bajos recursos con información sensacionalista que involucraba a futbolistas, bailarinas, cómicos, cantantes populares, entre otros personajes de la farándula. Asimismo, a nivel televisivo, en esa década fue el auge de los talk shows exhibiendo problemas populares a través de entrevistas a gente común o de farándula alimentando la prensa rosa. Luego, la prensa rosa se popularizó con secuencias televisivas de rumores relacionados al mundo del espectáculo, teniendo su origen a fines de dicha década, anidados como complemento de las noticias, logrando su auge en la primera década del nuevo milenio con el posicionamiento del programa televisivo Magaly TeVe. Posteriormente, en esa nueva década, las secuencias de espectáculos se volvieron un estándar al final de las noticias, tanto de día como de noche. El contexto relacionado de la farándula peruana se la denominó Chollywood, debido a la contracción de la palabra cholo y Hollywood (no debe confundirse con el entretenimiento en China).
Entre los personajes representativos de los programas se encuentran la conductora denominada «reina de los espectáculos» Magaly Medina, la conductora de talk shows Laura Bozzo, el cómico Melcochita y la vedette excongresista Susy Díaz. Personajes relacionados también fueron las cantantes internacionales Wendy Sulca y Tigresa del Oriente; otros fueron relacionados con casos de infidelidad como la cantante Lucía de la Cruz en el programa El valor de la verdad, o de Reimond Manco en Magaly TeVe, entre otros.
Los canales Frecuencia Latina, Andina de Televisión y América Televisión fueron los que lideraron principalmente los programas de televisión de prensa rosa, que luego fueron catalogados como telebasura.
Para la siguiente década del 2010 nacen los programas de telerrealidad competitiva como Combate, Esto es guerra y Bienvenida a tarde en donde la prensa rosa alimentó su contenido con los personajes de estos programas. Ocasionalmente, surgen otros programas nocturnos como Enemigos públicos y La noche es mía para el resumen de noticias relacionadas con el entretenimiento.